# 브라이어니 페이지
브라이어니 케이트 프랜시스 페이지(영어: Bryony Kate Frances Page, 1990년 12월 10일~)는 영국의 체조 선수로 주 종목은 트램펄린이다. 올림픽에 3회 참가하여 연속으로 메달을 획득했으며 2024년 하계 올림픽에서 여자 트램펄린 금메달, 2016년 하계 올림픽에서 은메달, 2020년 하계 올림픽에서 동메달을 획득했다.